# Tauschia glauca
Tauschia glauca är en växtart i släktet Tauschia och familjen flockblommiga växter. Den beskrevs av John Merle Coulter och Joseph Nelson Rose som Velea glauca, och fick sitt nu gällande namn av Mildred Esther Mathias och Lincoln Constance 1941.
Arten är en perenn ört som förekommer på USA:s västkust, från sydvästra Oregon till nordvästra Kalifornien.